# Humle
Humle (Humulus lupulus L.) är en art i familjen hampväxter och förekommer naturligt i Europa, Asien, Nordafrika och Nordamerika. Växten verkar ha sitt ursprung i Kina och har därifrån spridit sig naturligt över hela norra halvklotet. Humle odlas främst i USA, Tyskland, Tjeckien och Kina.

## Humlens biologi
Humle är en flerårig, klättrande ört som kan bli upp till nio meter hög och kan växa 30 cm per dygn.:17 Plantan är täckt med krokiga taggar och körtelprickar. Bladen är motsatta, breda och hela till handflikiga med upp till sju flikar. De blir 5–12 cm långa och lika breda med hjärtlik bas och oregelbundet naggad kant. Humle är dioik (tvåbyggare) och blommar under högsommaren. Hanblommorna sitter i yviga, grenade blomställningar i bladvecken och är små, ljusgula. De är vindpollinerade och de fem ståndarna producerar mycket pollen. Honblomsamlingarna sitter i kompakta knippen som liknar små gröna kottar. De tillväxer vid mognaden.

## Humleodlande länder
| Land           | Humle (i ton, 2017) |
| -------------- | ------------------- |
| USA            | 44 324              |
| Tyskland       | 39 000              |
| Tjeckien       | 6 100               |
| Kina           | 4 500               |
| Polen          | 2 826               |
| Slovenien      | 2 600               |
| Storbritannien | 1 400               |
| Australien     | 1 200               |
| Spanien        | 950                 |
| Nya Zeeland    | 760                 |

## Humlekottens kemi

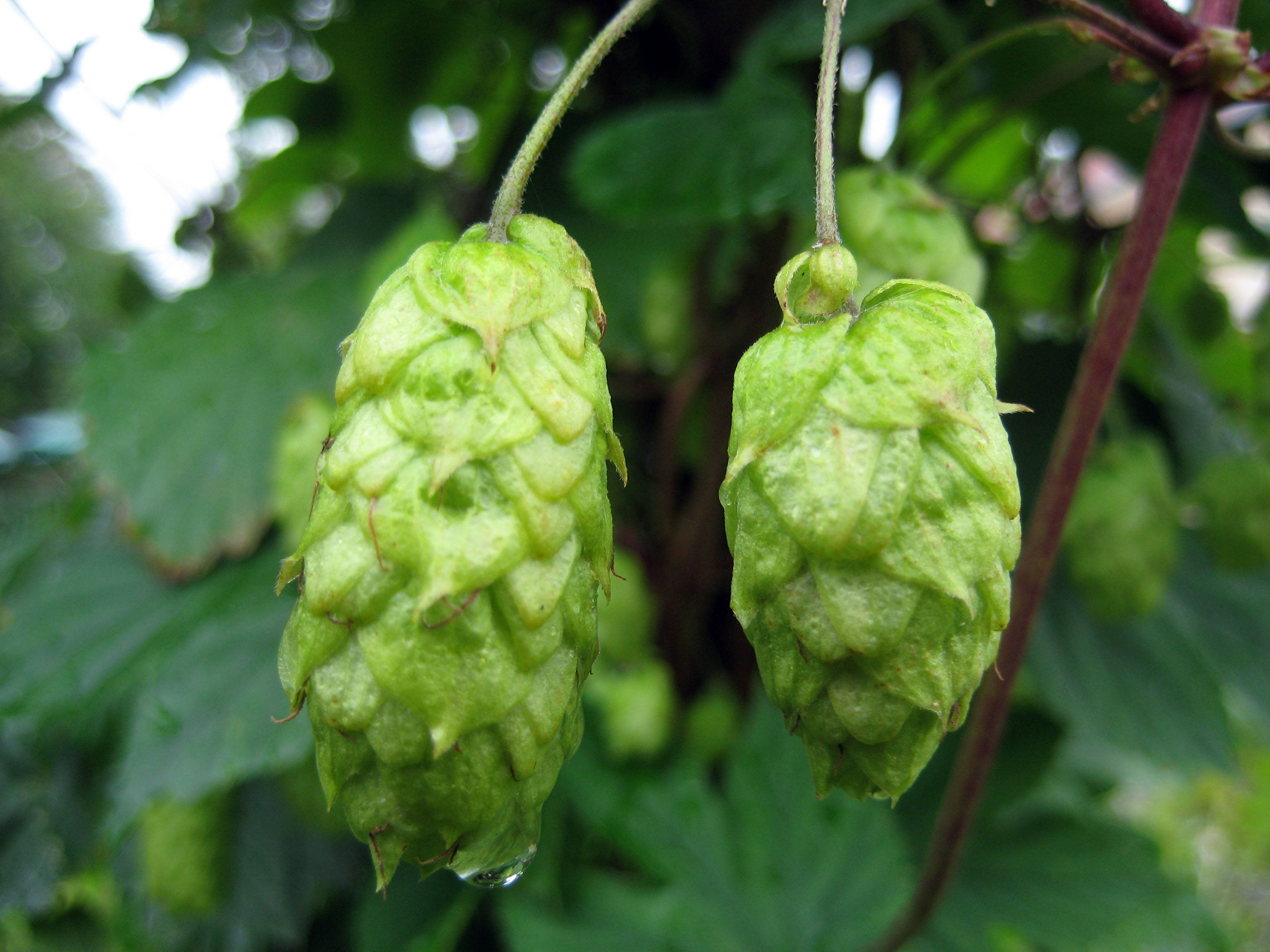
Humlekottar på planta.

Humlekotten innehåller mellan 20 och 60 honblommor. Vid basen av hyllebladen sitter en körtel med ett gult, klibbigt pulver kallat lupulin. Körteln innehåller många olika kemiska ämnen och är ännu inte helt utforskad.:19
Man brukar grovt dela in humlesorterna efter hur mycket alfasyra de normalt ger, och sedan gammalt ger de ädlare humlesorterna mindre beska, medan övriga humlesorter ger mer beska men inte lika angenäm karaktär.

## Varieteter
Arten kan delas in i ett antal varieteter:
- var. cordifolius (Miq.) Maxim. – från Kina och Japan.
- var. lupuloides E. Small – Kanada och USA.
- var. lupulus – Eurasien och Marocko.
- var. neomexicanus A. Nelson & Cockerell – västra och centrala Nordamerika, söderut till norra Mexiko.
- var. pubescens E. Small – östra och centrala USA.

## Historik

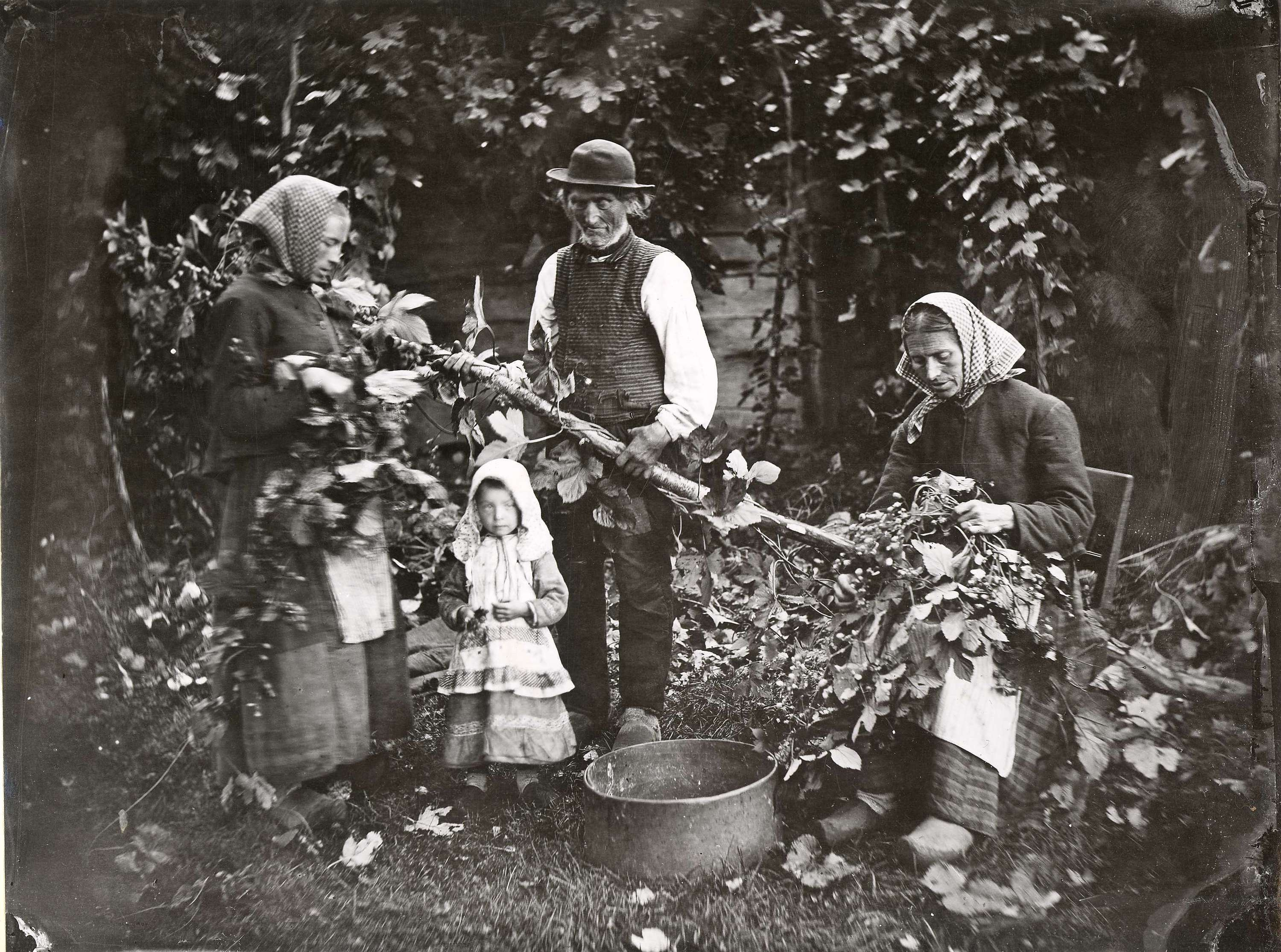
Skörd av humlekottar, Halland.

Den första dokumenterade odlingen av humle var 736 i Hallertau(de) i nuvarande Tyskland och verkar ha använts i ölbryggning redan då.:25 Humle nämns i samband med öl på tidigt 800-tal.
Europeisk humle spreds till Nordamerika (där den redan växte vilt) och Sydafrika med 1600-talets europeiska emigranter och kolonisatörer.:26

### Humle i Sverige

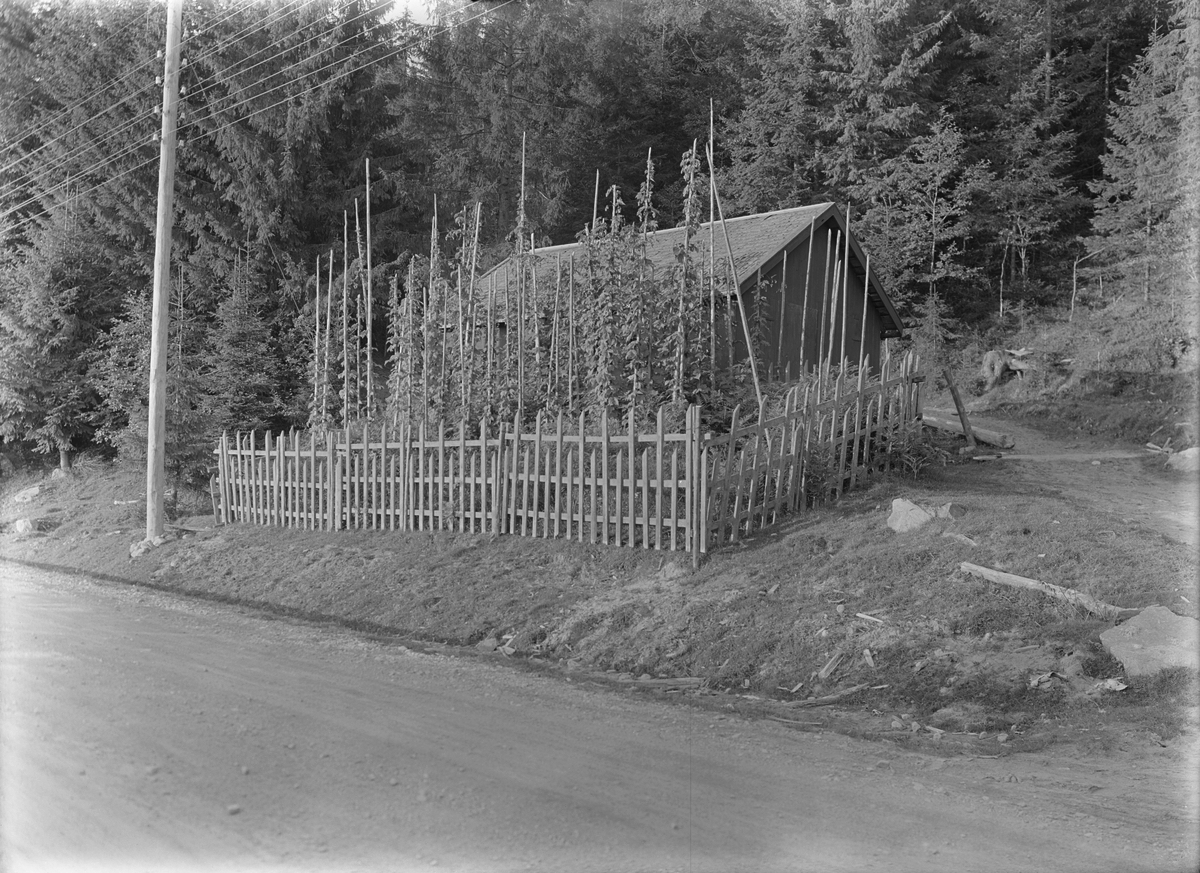
En av få kvarvarande svenska humlegårdar, 1928. Övre Värnäs, Värmland.

Humle förekommer vild eller förvildad i lövlundar och bäckdälder i södra och mellersta Sverige, oftast i närheten av bebyggelse. En mycket stor del av vår svenska population utgörs av honplantor, vilket talar för att den som regel spritt sig från odling. Lokaler där även hanexemplar förekommer kan vara ursprungligt inhemska och bör betraktas som mer skyddsvärda.
Med stor sannolikhet är humlen i Sverige införd som kulturväxt.:59
Humle förekommer i arkeologiska utgrävningar från Birka och andra vikingatida bosättningar i Östersjöområdet, men verkar ha importerats snarare än odlats.:65 I Sverige verkar humle odlas från 1200-talet, då olika bestämmelser om humle börjar dyka upp i lagstiftning. I Kristoffers landslag från 1442 står att varje bonde ska hålla en humlegård med 40 stänger, och kraven utökades till 200 stänger i Kalmar recess från 1474.:67
Först år 1860 avskaffades odlingsplikten, som alltså var en del av svensk lagstiftning i cirka 400 år.
Sedan 2014 odlas kommersiell humle återigen i Sverige, dock i liten omfattning. Ett femtiotal svenska humlesorter odlas dessutom på Julita gård som en del av Programmet för odlad mångfald.

## Etymologi
Artepitetet lupulus är en diminutiv form av det latinska ordet lupus (varg). Gallhumle och fukhumle är namn på hanplantorna, medan knopphumle är namn på honplantor.

## Användning
Humlens honblommor används sedan medeltiden i ölbryggning. Humlens syra har en svag antibiotisk effekt mot grampositiva bakterier vilket hjälper jästen att utvecklas och fermentera vörten till ett gott öl.

### Humle i ölbryggning
Vid hembryggning är det intressant att veta mängden bittergivande ämnen för att kunna räkna ut hur mycket humle som skall tillsättas, för att ge den önskade beskan. Beskan ska balansera sötman som malten ger, och beroende på vilken öltyp man avser att brygga så finns det klassiska nivåer på dessa parametrar. De bittergivande ämnena är bland annat alfahumelonsyra, som förkortas alfasyra och anges i procent av humleproducenterna. Alfasyra-värdet varierar något från år till år. Beskan mäts i IBU (international bitterness units): från 10–40 IBU i ett lageröl till 40–60 IBU i en India pale ale.
Beroende på ursprung och var humlen odlas, så ger de olika humlesorterna sin typiska karaktär i form av smak och arom. De ser dessutom annorlunda ut. Färgen kan variera från gul-grön till mörkgrön, och kottarna kan vara små, stora, runda eller avlånga. Man styr humlens smakbidrag i ölet genom att tillsätta den vid olika tidpunkter under koket. Koket varar normalt en timme och för beskan tillsätts humle i början. Humle som tillsätts i slutet ger mer arom. Vanligtvis tillsätts humle 2–3 gånger under ett kok, och i vissa öltyper tillsätter man även humle efter koket, och låter humlen vara med under jäsningen. Detta för att få mer kvar av de lättflyktiga aromämnena. Ett typexempel är så kallad ”Real Ale”, där man serverar ur samma tunna som sekundärjäsningen för kolsyra har skett i, och då finns även humlen med.
De finare humlesorterna är dessutom dyrare och av ekonomiska skäl är det inte lämpligt att använda dem till både beska och arom, utan man väljer oftast att tillsätta en billigare humle för beskan och sedan ta en finare till arom. Till en viss del styr ändå tradition och trend valet av humle. Vissa länder är mer generösa med humlen än andra, speciellt om man har inhemsk humleproduktion. I skandinaviska bryggerier använder många samma humle rätt igenom koket, och använder oftast ingen eller väldigt lite humle för arom.

### Medicinskt bruk
Humle har även sedan urminnes tider använts som rogivande och sövande läkeört. Till medicinskt bruk är humlen känd för sin sömngivande effekt. Den stimulerar aptiten och matspjälkningen.
När man gör te på humle tar man två matskedar humleblommor per tekopp kokhett vatten, låter det dra 10–15 minuter och dricker det varmt vid läggdags. Vill man öka den lugnande verkan kan man även blanda i lavendelblommor och blad av citronmeliss.

### Humle som livsmedel
Linné beskrev humle 1749 och nämnde att ”Somlige äta stjälkarna, första wåren, såsom Sparis”.
Örten används ännu idag och finns att köpa både som te (infusion) och tinktur (urdrag med alkohol).

## Sorter
Under 1800-talet indelades humle i aromhumle och bitterhumle utifrån halten alfasyra i den torkade kotten. Aromhumle innehåller 2–6 % alfasyra, dual- eller allround-humle (en slags mittemellanklass) 6–10 % alfasyra och bitterhumle 10–18 % alfasyra.:234

### Några klassiska aromhumlesorter
- 'Saaz' (Tjeckien), en klassiker och en av de mest kända humlesorterna
- 'Hallertauer Magnum' (Tyskland)
- 'Hallertauer Mittelfrüh' (Tyskland), en klassiker, som tidigare var dominerande i Hallertau, det största tyska humleodlingsdistriktet, men numera odlas mindre där och mer i andra distrikt.
- 'Hallertauer Tradition' (Tyskland)
- 'Hersbrucker spät' (Tyskland)
- 'Spalter' (Tyskland)
- 'Tettnanger' (Tyskland)
- 'East Kent Golding' (England), vanlig vid torrhumling av engelska öltyper.
- 'Fuggle' (England)
- 'Styrian Golding' (Slovenien)
- 'Cascade' (USA), har en karakteristisk citrusaktig doft.
- 'Nugget'
- 'Svalöf 85'/'Svalöf Maurits 85' (Sverige)

### Några vanliga bitterhumlesorter
- 'Hallertauer Taurus' (Tyskland)
- 'Northern brewer' (England), en billig sort som är populär bland skandinaviska bryggerier
- 'Centennial' (USA), högalfasort
- 'Brewer's Gold' (England)
- 'Bullion' (USA)
- 'Chinook' (USA), högalfasort
- 'Perle' (Tyskland)
- 'Cascade' (USA), en fin humlesort med citruskaraktär

### Prydnadssorter
- 'Aureus' (guldhumle) - har gulgröna blad och blir 2–3 meter hög.

Fotnot: Många sorter odlas på andra ställen i världen, men med olika resultat.

## Odling
Plantan förekommer vilt, men när den odlas på gård används ofta störar eller uppspända vertikala linor för att låta humleplantan växa längs, då den är en klätterväxt. Humle klipps ner till marken på våren eller hösten. Den kan förökas med sticklingar eller rotskott. Skördetid är i augusti till september. I Sverige skulle humlen traditionellt börja skördas på Bartolomeusdagen den 24 augusti.:146
Humleplantan reproducerar sig genom att ha separata han- och honblommor på olika plantor, även om det ibland förekommer plantor som har båda typerna av blommor. För att undvika oönskade pollinerade frön vid ölbryggning odlas endast honplantor på humlefälten. Dessa honplantor förökas vanligtvis vegetativt med hjälp av sticklingar, vilket garanterar att de förblir honplantor och behåller sina unika egenskaper.

## Bilder

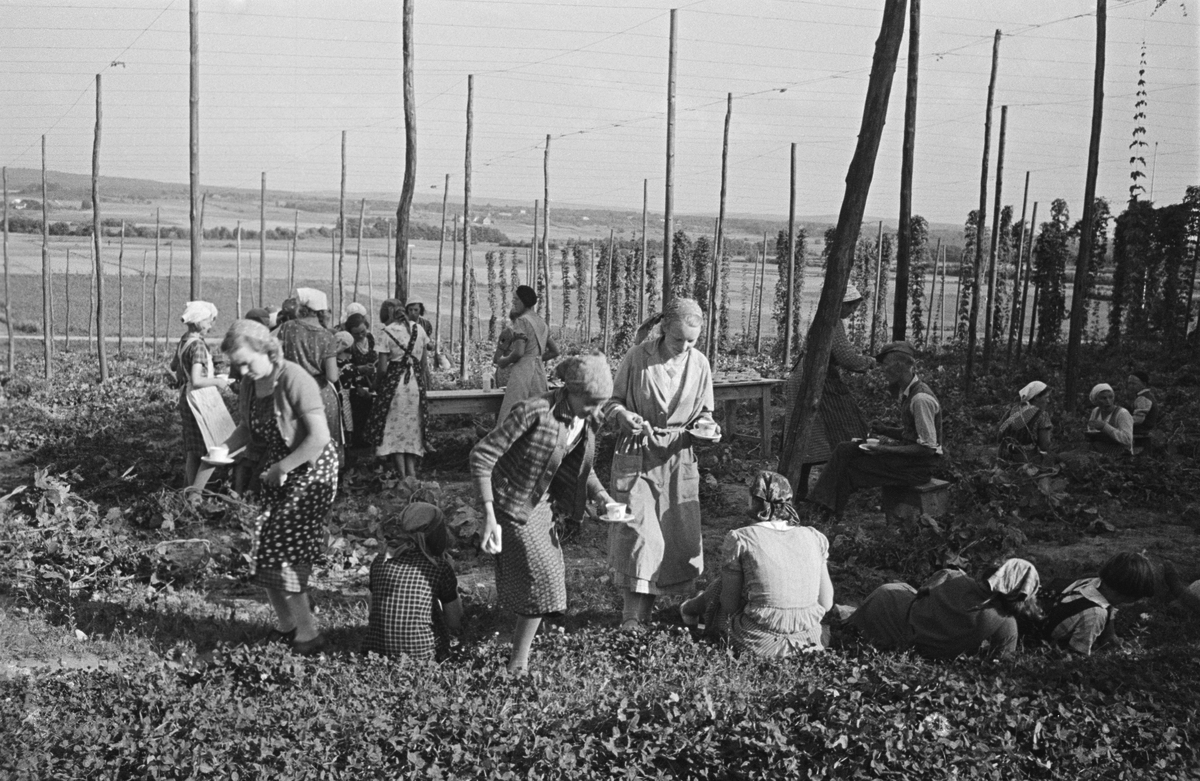
Humleplockning i Skåne, 1937.
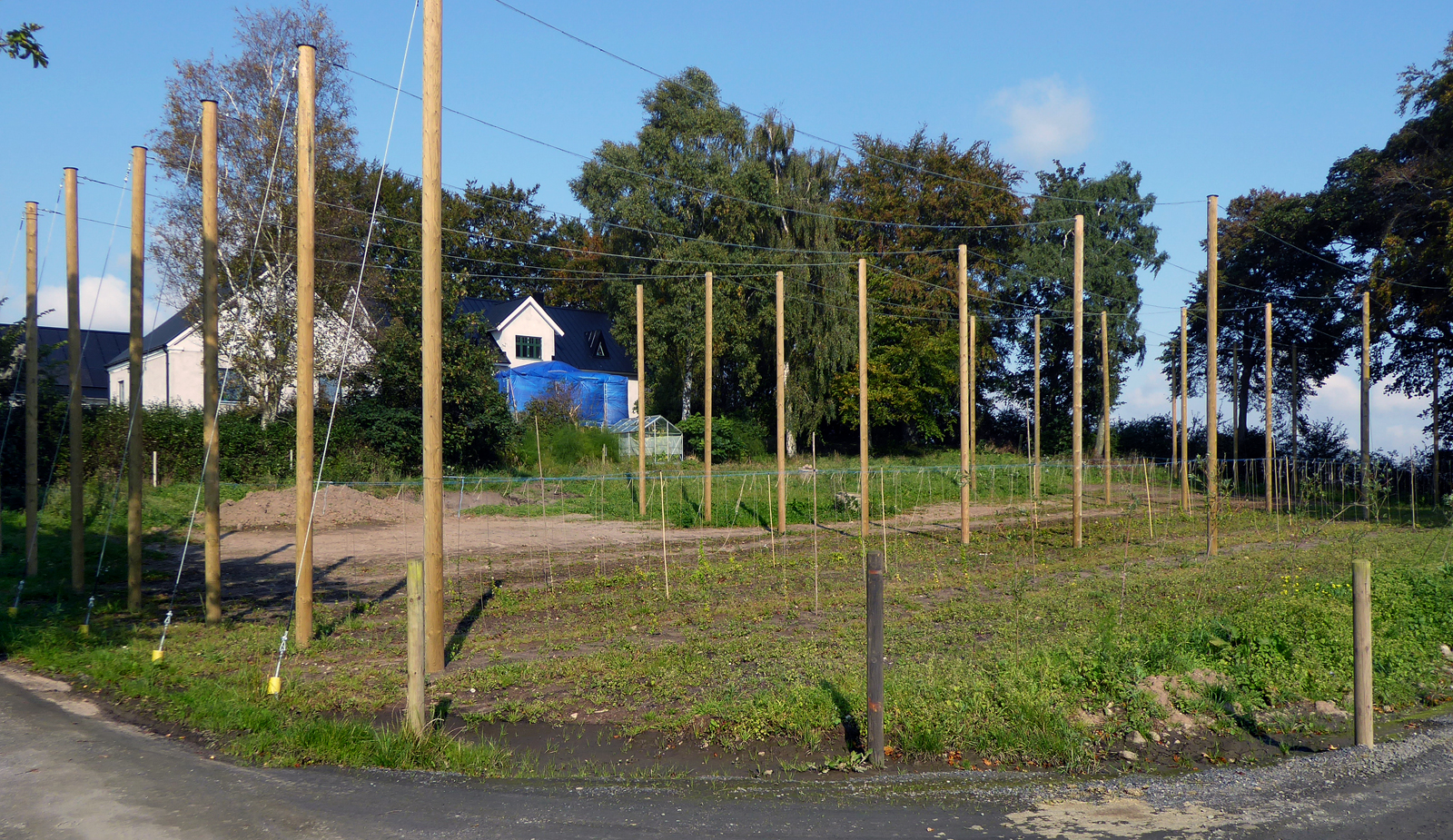
Nyetablerad odling av Humle på en gård i Ystad 2017.
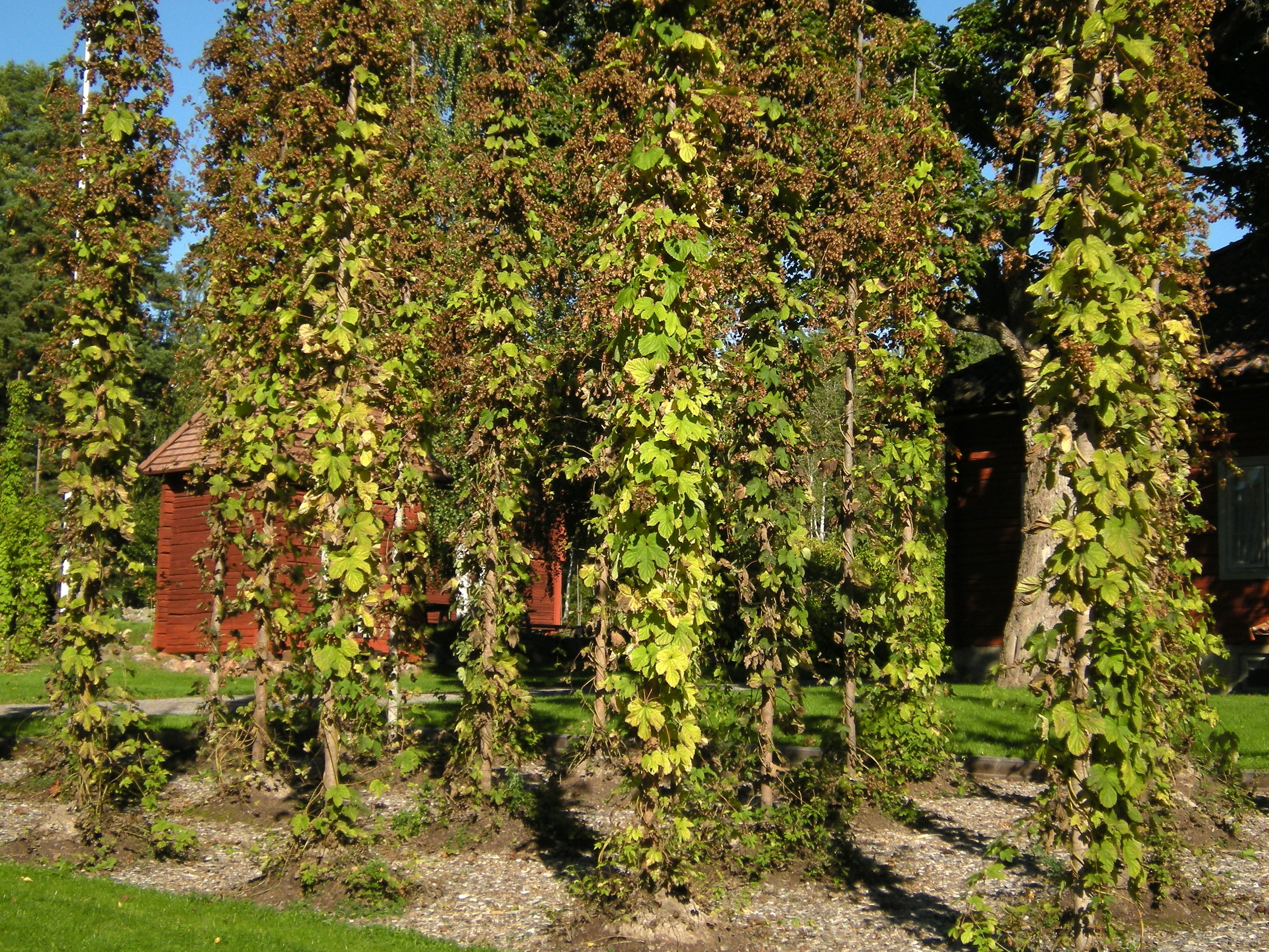
Humleodling vid Gamla Staberg.
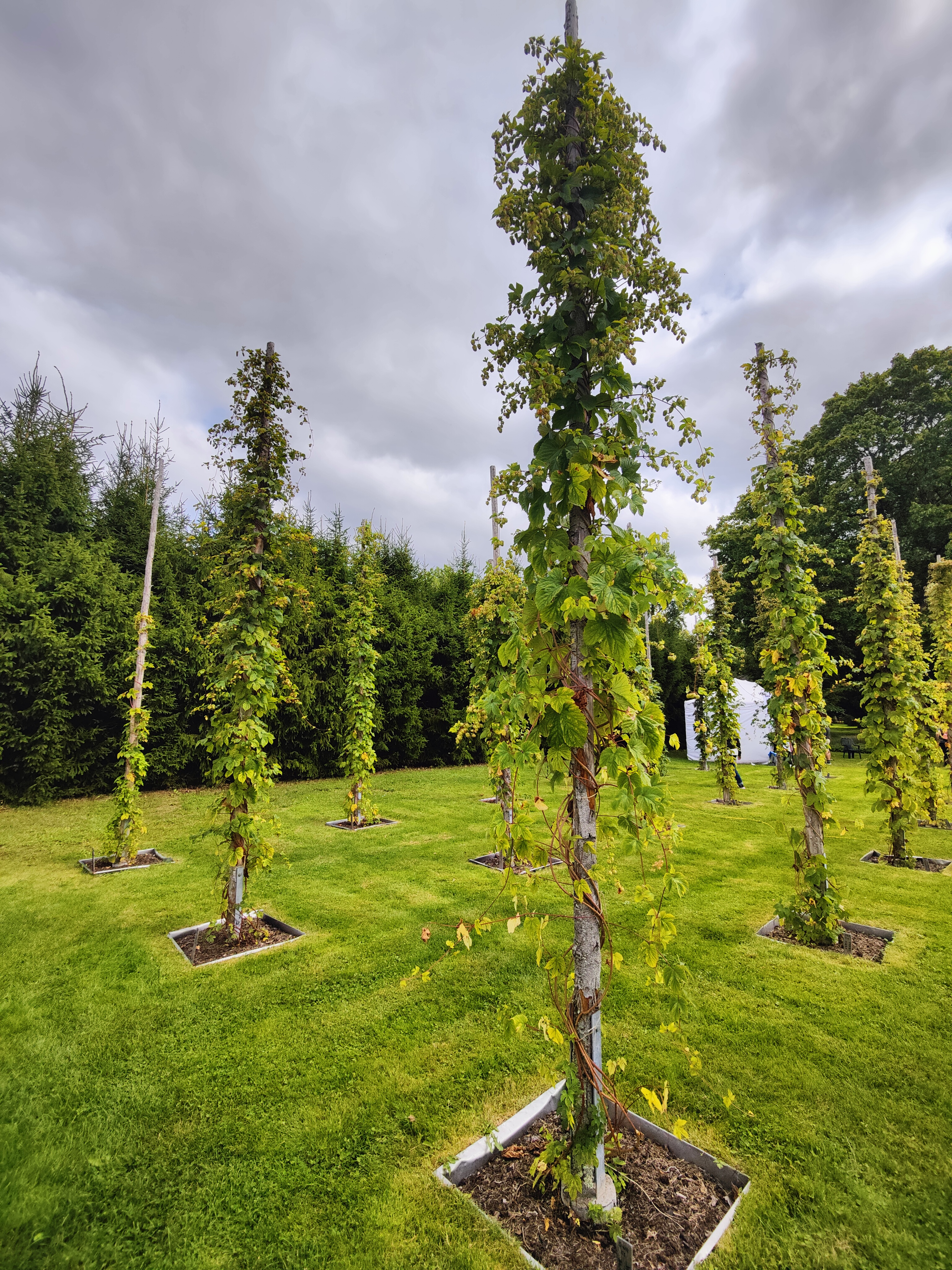
Humle som växer på störar.
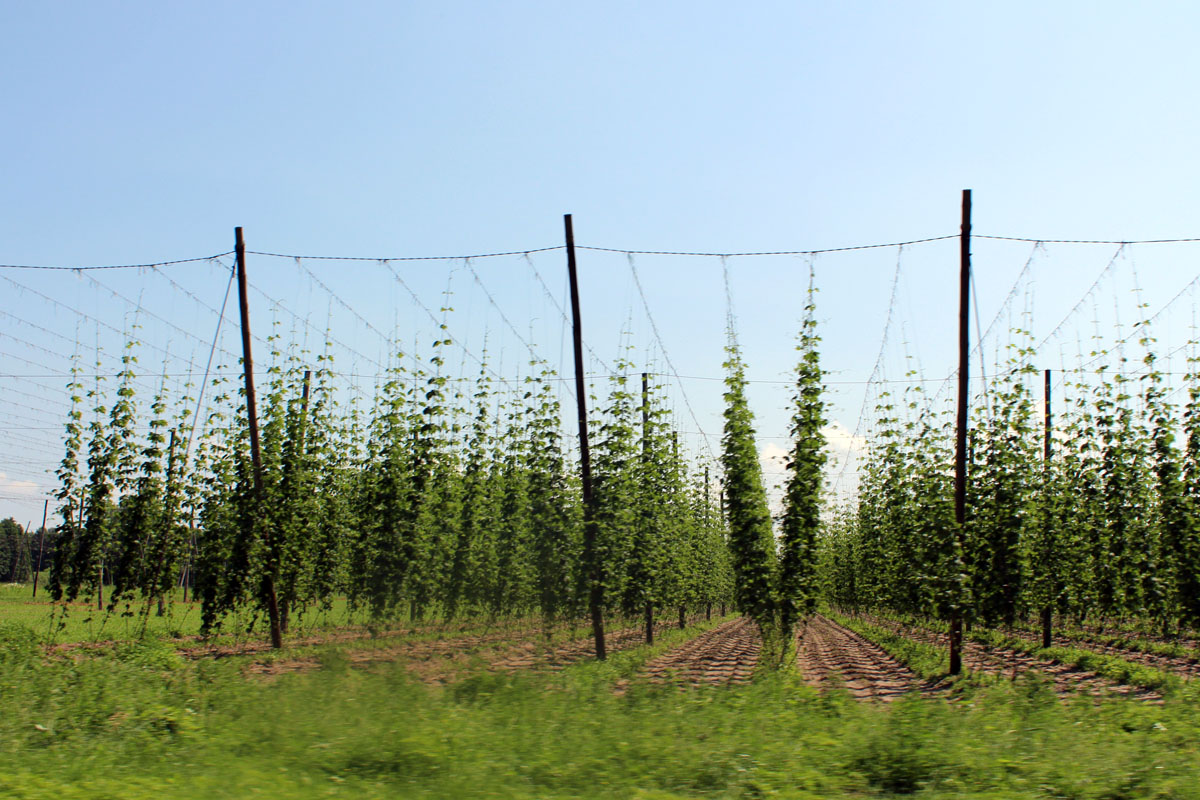
Humle som växer på linor.